# Young Guns 2
Pour les articles homonymes, voir Young Guns.
Série
Young Guns
(1988)
Pour plus de détails, voir Fiche technique et Distribution.
Young Guns 2 ou Les princes de la gâchette II (Young Guns II) est un film américain réalisé par Geoff Murphy et sorti en 1990. C'est la suite de Young Guns de Christopher Cain, sorti en 1989.

## Synopsis
Un an après la bataille entre deux grands éleveurs du Nouveau-Mexique, William H. Bonney — dit « Billy the Kid » — et ses compères se sont séparés et dispersés aux quatre coins du pays. Mais le gouvernement veut à tout prix rétablir l'ordre : le gouverneur Wallace blanchit Pat Garrett, un ancien compagnon du "Kid", et le charge de le tuer.

## Fiche technique
Sauf indication contraire, les informations mentionnées dans cette section peuvent être confirmées par la base de données cinématographiques IMDb,  présente dans la section « Liens externes ».
- Titre original : Young Guns II
- Titre français : Young Guns 2
- Titre québécois : Les princes de la gâchette II
- Autre titre anglophone : Young Guns II: Blaze of Glory
- Réalisation : Geoff Murphy
- Scénario : John Fusco
- Musique : Alan Silvestri et Jon Bon Jovi
- Directeur artistique : Christa Munro
- Décors : Gene Rudolf
- Costumes : Judy L. Ruskin
- Photographie : Dean Semler
- Montage : Bruce Green
- Producteur : Irby Smith et Paul Schiff
- Sociétés de production : Morgan Creek Entertainment, Eaves Movie Ranch, Film Partners 1
- Société de distribution : 20th Century Fox
- Pays d’origine :  États-Unis
- Langue originale : anglais
- Format : Couleurs • 2.35 : 1 • 35 mm - son Dolby SR
- Genre : western
- Durée : 104 minutes
- Dates de sortie :
  - États-Unis : 30 juillet 1990 (premiere)
  - France : 29 mai 1991

## Distribution
- Emilio Estevez (V. F. : Patrick Poivey) : William H. Bonney, alias « Billy the Kid »
- Kiefer Sutherland (V. F. : Dominique Collignon-Maurin) : Josiah Gordon « Doc » Scurlock
- Lou Diamond Phillips (V. F. : Julien Kramer) : « Jose » Chavez y Chavez
- Christian Slater (V. F. : Jean-François Vlérick) : « Arkansas » Dave Rudabaugh
- William Petersen (V. F. : Jacques Frantz) : Patrick Floyd, alias Pat Garrett
- Alan Ruck (V. F. : Michel Vigné) : Hendry William French
- James Coburn (V. F. : Edmond Bernard) : John Simpson Chisum
- Balthazar Getty (V. F. : François Chaumette) : Tom O'Folliard
- Jack Kehoe (V. F. : Yves Barsacq) : Ashmun Upson
- Robert Knepper (V. F. : Nicolas Marié) : l'officier Carlyle
- Viggo Mortensen (V. F. : Michel Paulin) : John W. Poe
- Leon Rippy (V. F. : Jacques Richard) : Bob Ollinger
- Tracey Walter : Beever Smith
- Bradley Whitford : Charles Phalen
- Scott Wilson (V. F. : Jean-Claude Michel) : le gouverneur Lewis Wallace
- Richard Schiff : Rat Bag
- Jon Bon Jovi : un cowboy
- John Alderson : le récolteur de guano

## Accueil
Le film a connu un certain succès commercial, rapportant environ 44 143 000 $ au box-office en Amérique du Nord pour un budget de 20 000 000 $. En France, il a réalisé 85 116 entrées.
Il a reçu un accueil critique défavorable, recueillant 35 % de critiques positives, avec une note moyenne de 4,9/10 et sur la base de 17 critiques collectées, sur le site agrégateur de critiques Rotten Tomatoes.

## Distinctions
En 1991, Young Guns 2 a remporté le Golden Globe de la meilleure chanson originale (Blaze of Glory) chanté par Jon Bon Jovi, et a été nommé pour l'Oscar de la meilleure chanson originale.

## Autour du film
- Seuls Emilio Estevez, Kiefer Sutherland et Lou Diamond Phillips, qui étaient dans Young Guns, sont présents dans cette suite.
- Le chanteur Jon Bon Jovi fait une courte apparition : il joue un homme qui se fait tuer quand Doc et Chavez sortent de prison. Le clip de la chanson phare Blaze of Glory le voit jouer face à un écran de cinéma sur lequel sont diffusés des extraits du film.
- Le film prend des libertés avec les faits : ainsi, le vrai Billy the Kid n'a jamais dit au juge qu'il irait en enfer (« Hell, Hell, Hell ») après que ce dernier l'ait jugé et condamné à la pendaison. En réalité, lorsque le juge lui a demandé s'il avait quelque chose à dire, Billy aurait simplement répondu : « No »[5]. De plus, les vrais "Jose" Chavez et "Doc" Scurlock ne sont pas morts durant la guerre du comté de Lincoln (Nouveau-Mexique) : ils sont morts âgés, respectivement en 1923 et 1929. Celui qui est mort de la même manière que "Doc" dans le film, était en réalité Charlie Bowdre. Mais ce personnage, incarné par Casey Siemaszko, était mort dans le 1er volet : Young Guns.
- Le personnage de Henry William French, joué par Alan Ruck, est un personnage créé à partir de Jim French et Henry Newton Brown.
- Lorsque Billy s'échappe de la prison, il dit « Hello, Bob », tire sur Bob Ollinger et dit « Goodbye, Bob » après l'avoir tué. Le vrai Billy aurait dit exactement la même phrase durant son évasion[5].
- James Coburn interprète ici un personnage qui tente de convaincre Pat Garrett d'accepter le poste de shérif du comté. Il avait incarné Pat Garrett dans le célèbre Pat Garrett et Billy le Kid (1973) de Sam Peckinpah. Il a aussi joué dans Les 7 mercenaires, autre western réunissant plusieurs acteurs stars.

## Projet de suite
En janvier 2021, John Fusco, scénariste du diptyque, annonce qu'un troisième opus est en développement sous le titre de Guns 3: Alias Billy the Kid. Le scénario est écrit conjointement avec Emilio Estevez. Ce dernier reprend son rôle de Billy the Kid et pourrait également officier en tant que réalisateur. Le long-métrage devrait également voir revenir Lou Diamond Phillips, l'acteur rappelant que le véritable Chavez y Chavez est mort bien après les événements couverts par le second film, à l'âge de soixante-dix ans. Christian Slater (Arkansas) figurerait également au casting.